# Paróquia São Francisco Xavier (Coronel Fabriciano)
A Paróquia São Francisco Xavier é uma divisão da Igreja Católica sediada no município brasileiro de Coronel Fabriciano, no interior do estado de Minas Gerais. A paróquia faz parte da Diocese de Itabira-Fabriciano, estando situada na Região Pastoral III.
Não possui uma igreja matriz, porém a sede paroquiana é representada pela Igreja Nossa Senhora Aparecida, no bairro da Gávea. Engloba parte dos bairros do distrito Senador Melo Viana, as comunidades da zona rural e o Santuário Nossa Senhora da Piedade.

## História e descrição

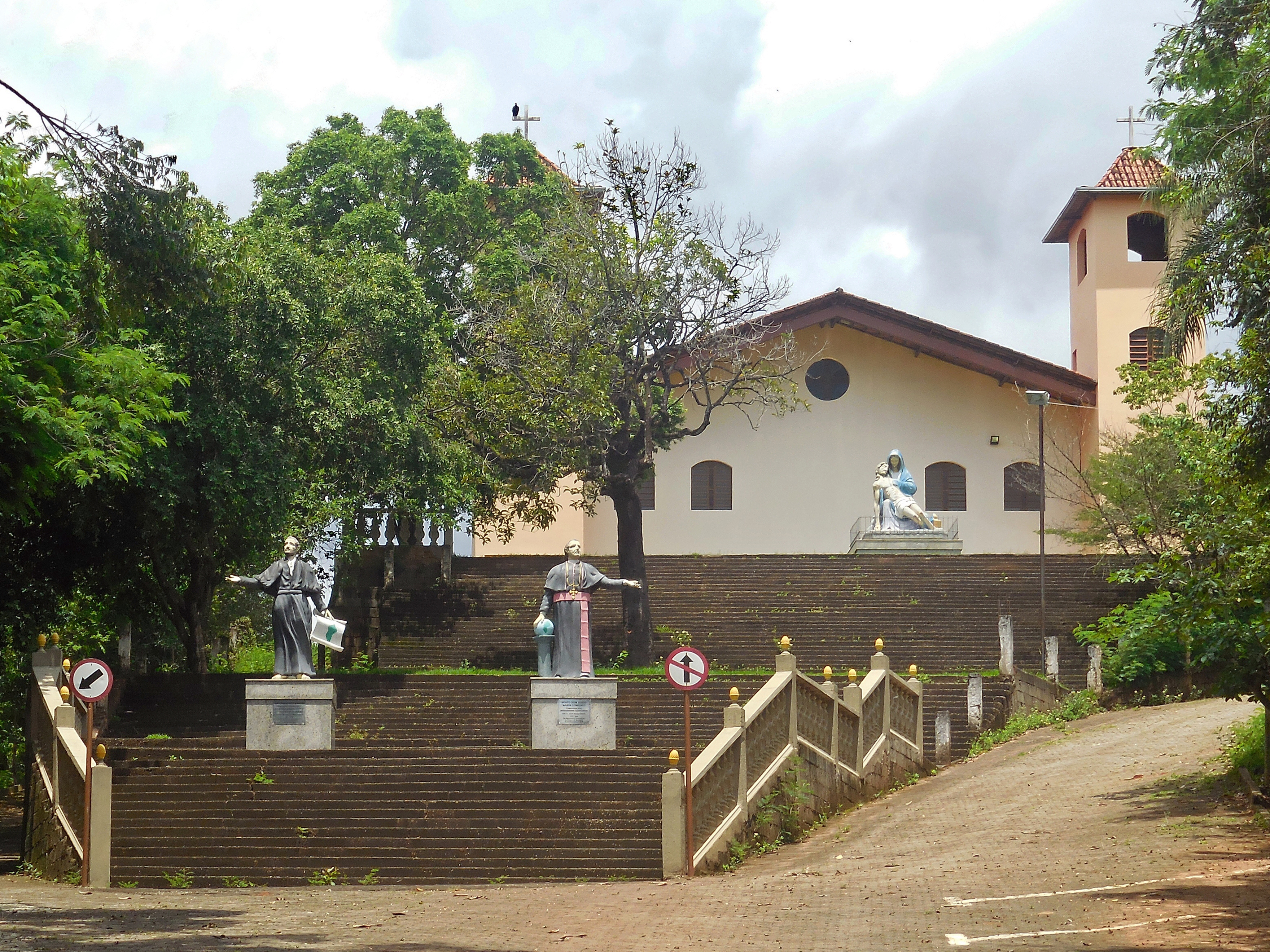
Santuário Nossa Senhora da Piedade, bairro Córrego Alto.

Os Missionários Xaverianos estão presentes em Coronel Fabriciano desde 1981. Com a vinda deles, os párocos e padres da Paróquia Santo Antônio, situada no distrito Senador Melo Viana, deixaram de ser os mesmos da Paróquia São Sebastião, com sede no Centro de Fabriciano.
Em 14 de fevereiro de 2011, foi decretada a instalação da Paróquia São Francisco Xavier e seu desmembramento da Paróquia Santo Antônio, mediante ato administrativo de Dom Odilon Guimarães Moreira. A divisão foi desmembrada englobando cerca de 20 mil habitantes e 19 das 27 comunidades existentes na Paróquia Santo Antônio, que por sua vez passou a contar com oito. A nova paróquia também incorporou o Santuário Nossa Senhora da Piedade, santuário diocesano inaugurado em 18 de outubro de 1998.
A cerimônia de instituição da Paróquia São Francisco Xavier aconteceu na Igreja Nossa Senhora de Guadalupe, no bairro Surinan, em 27 de março de 2011. Na celebração, presidida por Dom Odilon, tomou posse o primeiro pároco padre Stanislao Pirola, SX, conhecido na região como padre Lao. Inicialmente a sede paroquiana era representada pela Igreja São Geraldo do bairro São Geraldo.
Além do santuário diocesano, outro marco da paróquia é o Teatro da Paixão de Cristo, na Sexta-feira Santa, originado na década de 1990. Inicialmente era realizada uma Via Sacra que partia do bairro Santa Cruz até o morro onde posteriormente foi construído o Santuário Nossa Senhora da Piedade. Com a construção do santuário, o templo passou a sediar as encenações.